# Трудовая помощь (журнал)
Трудовая помощь — журнал, издававшийся в Санкт-Петербурге в 1897—1918 годах «Попечительством о домах трудолюбия и работных домах» (с № 8 за 1906 год — «Попечительством о трудовой помощи»).
Журнал издавался с 1 ноября 1897 года, когда вышел сдвоенный № 1–2; в 1898 году появились №№ 3–8, 9 и 10–12. С 1899 по 1916 год издавалось 10 номеров в год (ежемесячно, кроме июля и августа); в 1917 году вышло 7 номеров с указателем, а в 1918 году — №№ 1–3 и 4–7. Журнал выходил под редакцией В. Ф. Дерюжинского, без предварительной цензуры. Курировала журнал лично императрица Александра Фёдоровна.
Задачей журнала было «утверждение трудовой помощи; публикация всякого рода сведений, могущих быть полезными для учреждений трудовой помощи; разработка практических вопросов; ознакомление с развитием трудовой помощи в иностранных государствах». Состоял из двух отделов — официального, имевшего годичную пагинацию (44—196 стр.), и неофициального с полугодичной пагинацией (518—832 стр.).
Редакция журнала помещалась Надеждинской улице, в доме № 41. Контора журнала находилась при книжном магазине А. Ф. Цинзерлинга (Невский проспект, 20). 